# Catarhoe basochesiata
Catarhoe basochesiata är en fjärilsart som beskrevs av Philogène Auguste Joseph Duponchel 1831. Catarhoe basochesiata ingår i släktet Catarhoe och familjen mätare. Inga underarter finns listade i Catalogue of Life.